# Cziatura
Cziatura (gruz. ჭიათურა) – miasto w regionie Imeretia w Gruzji. Według danych szacunkowych na 2014 liczyło 12 803 mieszkańców. 

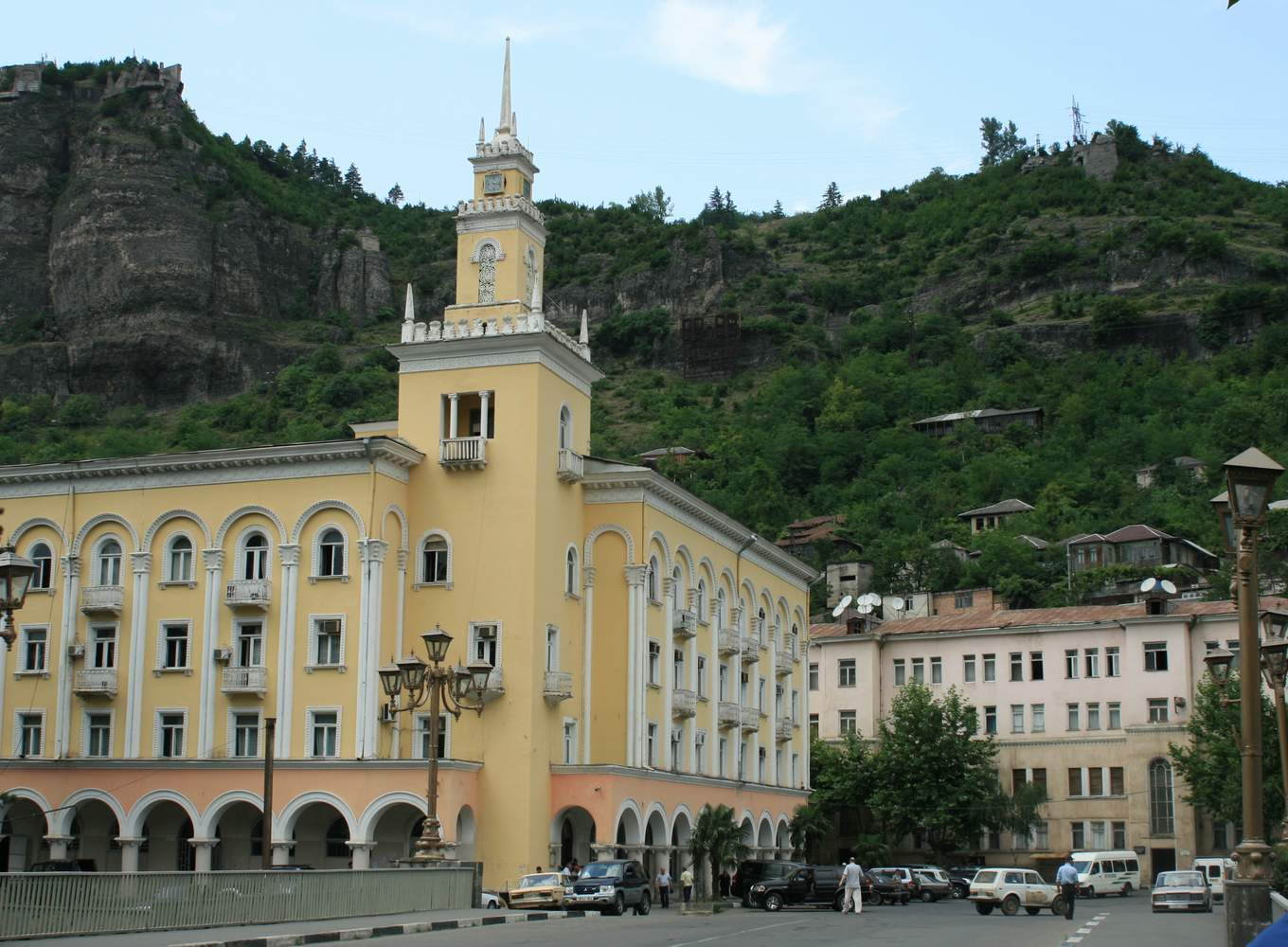
Siedziba władz miejskich w Cziaturze

## Geografia i historia
Miasto położone jest w głębi kraju, w górskiej dolinie na brzegach Kwirili.
W 1879 gruziński poeta Akaki Cereteli badał ten rejon w poszukiwaniu rud manganu i żelaza, których złoża udało mu się odkryć. W wyniku dalszych intensywnych badań odkryto kilka pokładów tlenku, nadtlenku i węglanu manganu nadających się do komercyjnej eksploatacji, o grubości wahającej się od 0,2 do 16 metrów. Zarządzaniem i eksploatacją bogatych złóż zajęła się, powołana przez państwo, spółka JSC Chiaturmanganese. Ocenia się, że ilość wszystkich rynkowych kategorii rud manganu wynosi 239 mln ton, a w ich skład wchodzą rudy tlenkowe (41,6%), rudy węglanowe (39%) i rudy nadtlenkowe (19%). W celu przewozu rud manganu do stalowni w Zestaponi, spółka wybudowała linię kolejową, obsługiwaną przez Koleje Gruzińskie, która obecnie jest już w całości zelektryfikowana. Produkcja manganu wzrosła w 1905 r. do 60% światowego zapotrzebowania.
W Cziaturze znajduje się Teatr Narodowy im. Ceretelego, 10 szkół, wydział Politechniki Gruzińskiej oraz katedra Mgwimewi pochodząca z X–XI wieku. W okresie rewolucji 1905 Cziatura była jedyną twierdzą bolszewików w zdecydowanie mienszewickiej Gruzji. 3700 górników pracowało 18 godzin dziennie, spało w kopalniach i zawsze było pokrytych sadzą. Nie mieli nawet łaźni. Stalin przekonał ich do poparcia bolszewików w czasie debaty z mienszewikami. Bardziej spodobało się im jego krótkie, piętnastominutowe wystąpienie od długich przemówień jego rywali. Nazywali go „sierżantem Kobą”. Założył drukarnię i „czerwone oddziały bojowe”. Na czele uzbrojonych górników postawił Wano Kasaszwilego. Właściciele kopalń popierali go, ponieważ dawał im ochronę przed złodziejami, ale niszczył kopalnie, których właściciele odmówili mu opłacania haraczu.
W 1906 pociąg ze złotem wiozący wynagrodzenie dla górników został napadnięty przez oddział Koty Canicadzego, zajmujący się wywłaszczeniami. Walka trwała 2 godziny, zabito żandarma i żołnierza oraz zrabowano 21 tys. rubli. Górnicy przeprowadzili w czerwcu i lipcu, zakończony sukcesem, 55 dniowy strajk. Żądali ośmiogodzinnego dnia pracy, wyższych płac i skasowania nocnej zmiany. Policja zezwoliła Socjaldemokratycznej Partii Robotniczej Rosji na prowadzenie strajku pod warunkiem braku żądań politycznych. Górnicy byli wspomagani przez strajki solidarnościowe w Batumi i Poti.
Cziatura jest siedzibą arcybiskupa Cziatury.

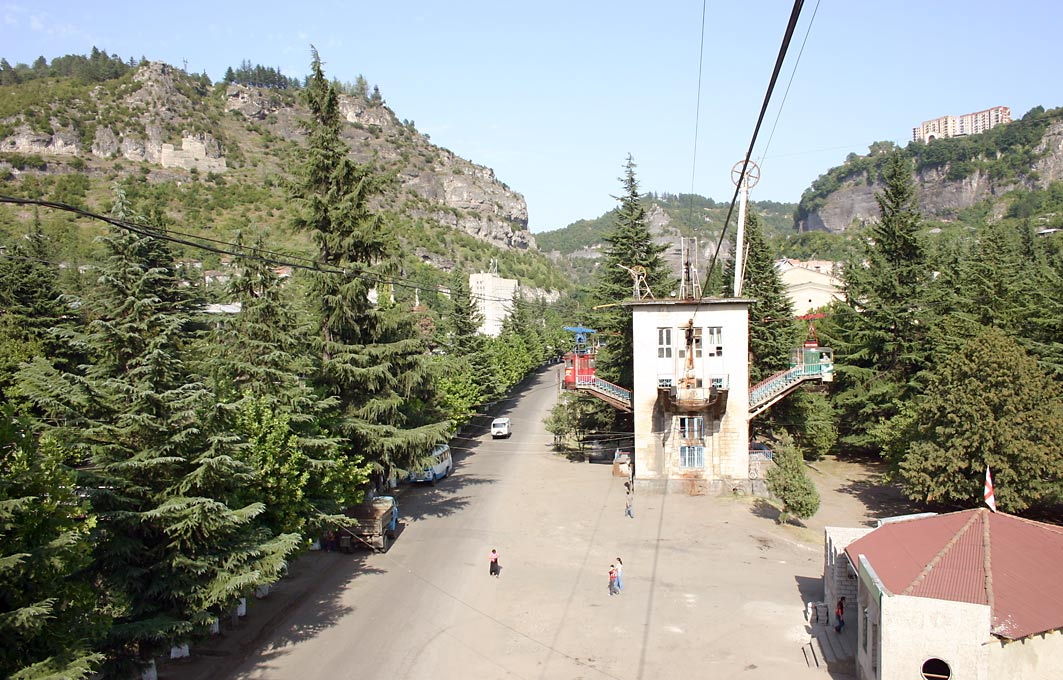
Stacja kolejek linowych

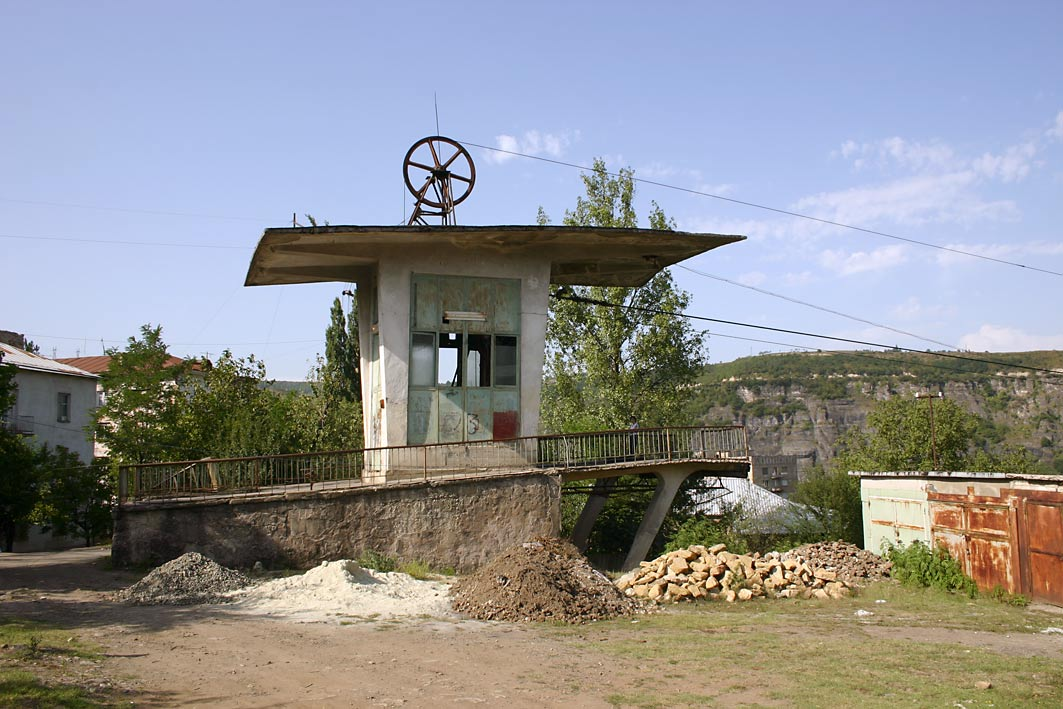
Jedna ze stacji kolejki linowej

## Gospodarka
Ośrodek wydobycia rud manganu. W mieście rozwinął się przemysł materiałów budowlanych oraz spożywczy.

## System kolejek linowych
Ze względu na strome doliny rzeki w 1954 zbudowany został w mieście system kolejek linowych, który miał ułatwić transport pracowników tutejszej kopalni. System funkcjonował nieprzerwanie do lipca 2019 roku, pomimo złego stanu technicznego. 

## Współpraca międzynarodowa
Miasta i gminy partnerskie
- Keila, Estonia
- Sigulda, Łotwa
- Nikopol, Ukraina